# Fatehpur (Rajasthan)
Fatehpur è una suddivisione dell'India, classificata come municipality, di 78.471 abitanti, situata nel distretto di Sikar, nello stato federato del Rajasthan. In base al numero di abitanti la città rientra nella classe II (da 50.000 a 99.999 persone).

## Geografia fisica
La città è situata a 28° 1' 0 N e 74° 58' 0 E e ha un'altitudine di 326 m s.l.m..

## Società

### Evoluzione demografica
Al censimento del 2001 la popolazione di Fatehpur assommava a 78.471 persone, delle quali 40.461 maschi e 38.010 femmine. I bambini di età inferiore o uguale ai sei anni assommavano a 13.566, dei quali 7.172 maschi e 6.394 femmine. Infine, coloro che erano in grado di saper almeno leggere e scrivere erano 46.628, dei quali 28.126 maschi e 18.502 femmine.